# Siège de Candie
Pour les articles homonymes, voir Candie (homonymie).
Guerre de Candie
Batailles
- La Canée (1645)
- 26 mai 1646 (en)
- Candie (1648-1669)
- Focchies (1649)
- Paros (1651)
- Dardanelles (1654)
- Dardanelles (1655) (en)
- Dardanelles (1656) (en)
- 3 mai 1657 (en)
- 18 mai 1657 (en)
- Dardanelles (1657)
- 27 août 1661 (en)
- 29 septembre 1662 (en)
- Porto Delphino (1665)

Le siège de Candie est l'épisode majeur de la conquête de la Crète par les Ottomans. Il oppose les Vénitiens, alors maîtres de l'île, à l'Empire ottoman pendant vingt-et-un ans, de 1648 à 1669, et se conclut par la prise par les Ottomans le 27 septembre 1669 de la ville de Candie (appelée de nos jours Héraklion), malgré l'intervention du royaume de France.

## Le contexte de l'expansion ottomane en Méditerranée orientale
Aux XVe et XVIe siècles, l'Empire ottoman poursuit son expansion dans la mer Égée. Rhodes tombe en 1522. En 1537, Venise perd ses possessions de Morée, Nauplie et Malvoisie. Chios tombe en 1556, en 1570, les Turcs débarquent à Chypre que le Pape Pie V tente de sauver, en vain. Néanmoins, cette défaite aboutira à l'instauration de la Sainte-Alliance. Les forces de la chrétienté catholique romaine s'uniront pour gagner la bataille de Lépante qui donnera un coup d'arrêt à l’expansion ottomane pour plusieurs décennies.
Le Sultan tient les Vénitiens pour responsables, en particulier parce que la ville de Candie abrite les chevaliers de Malte. Entre 1645 et 1648, l'ensemble de la Crète tombe sous domination ottomane, à l'exception de quelques places dont Gramvoussa, Spinalonga, Souda et Candie,.

## Plus de vingt ans de siège

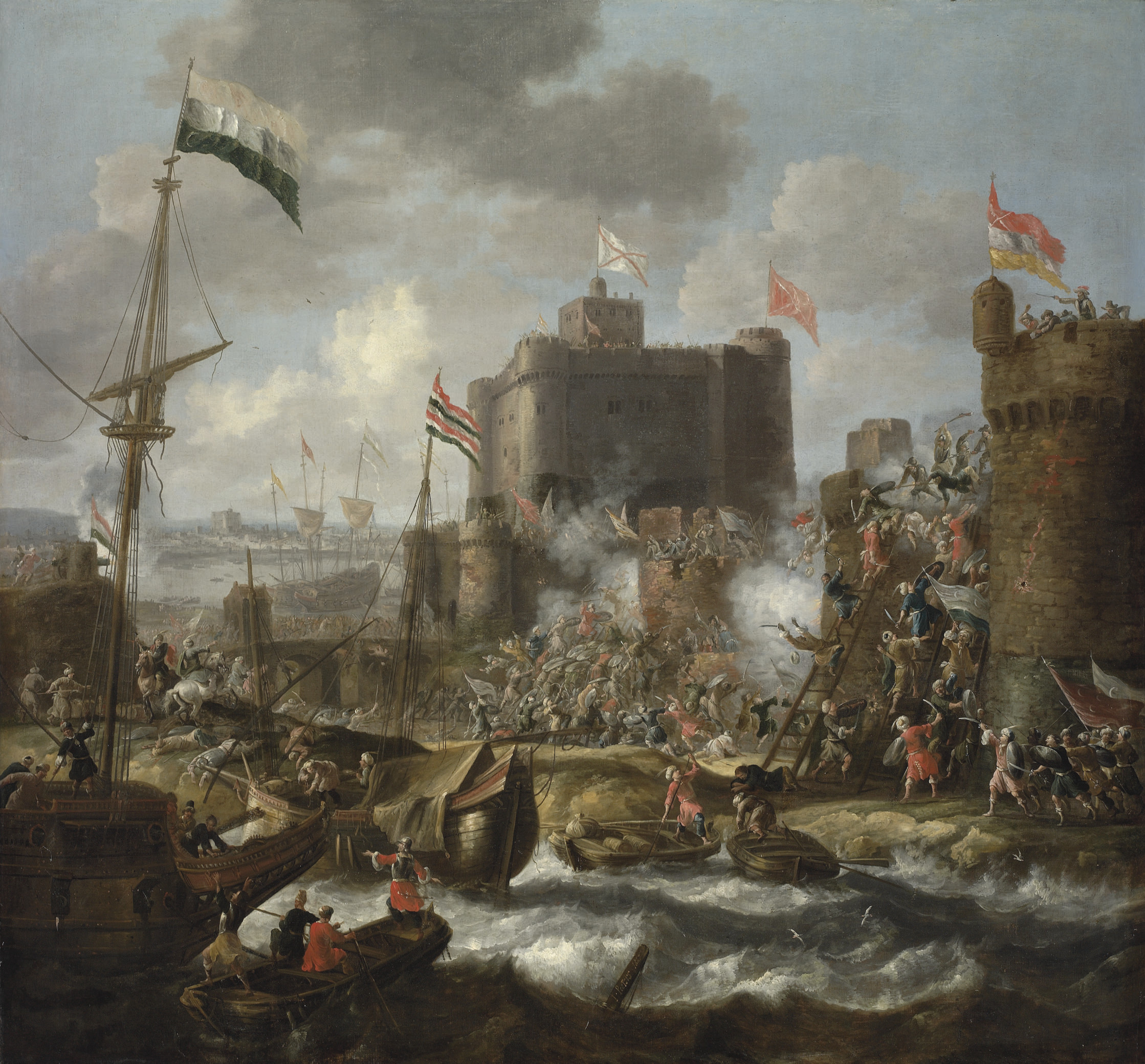
Un assaut turc contre la ville durant les longues années de siège.

Les fortifications originelles, dont la forteresse, avaient fait l'objet, à partir de 1523, de rénovations par Michele Sanmicheli (1484-1559), architecte au service de la république de Venise. Il adopta pour cela un nouveau style d'architecture militaire, la Fortification bastionnée.
Le siège de Candie débute en mai 1648. Emmenés par Deli Hussein Pacha, les Turcs installent leur camp 7 km à l'ouest de Candie. Les premiers assauts ont lieu le 2 juillet 1648 et sont repoussés par les Vénitiens. Candie était jusqu'à présent alimentée en eau depuis les sources d’Agía Iríni par un aqueduc : les Turcs détruisent cet aqueduc et assiègent totalement la ville, coupant la route aux Vénitiens vers l'intérieur des terres. Seule la voie maritime leur reste ouverte.
Au cours des six premiers mois de siège, les Turcs perdent 20 000 hommes. Cependant, jusqu'en 1666, le siège de Candie semble au point mort. En guerre dans les Balkans, l'Empire ottoman n'est pas en mesure d'apporter davantage d'aide aux assiégeants de Candie.
En août 1664, la Paix de Vasvár soulage la Porte du front des Balkans et elle peut désormais venir en aide aux troupes de Crète. Le vainqueur des Allemands et des Autrichiens à Neuhaüsel (siège d'Érsekújvár de 1663 (en)), le grand vizir Fazıl Ahmet Köprülü, prend la tête des opérations le 3 novembre 1666. Une nouvelle force vénitienne doit aussi être envoyée en Crète, sous le commandement d'un général italien, le marquis Giron-François de Ville (it). Sa présence n'apporte pas de réels changements, Venise envoie par la suite Francesco Morosini, provéditeur et futur doge.
Au printemps 1667, 64 galères transportant 40 000 Turcs du Péloponnèse débarquent en Crète,. La ville est alors bombardée quotidiennement. Au cours du siège, la désertion est largement encouragée par les Turcs. Köprülü aurait dépensé 700 000 pièces d'or à cette tâche. En novembre 1667, le colonel Andreas Barotsis déserte et passe du côté turc, leur indiquant les points faibles des fortifications de Candie. C'est probablement l'événement décisif du siège.

## L'intervention française (1669)

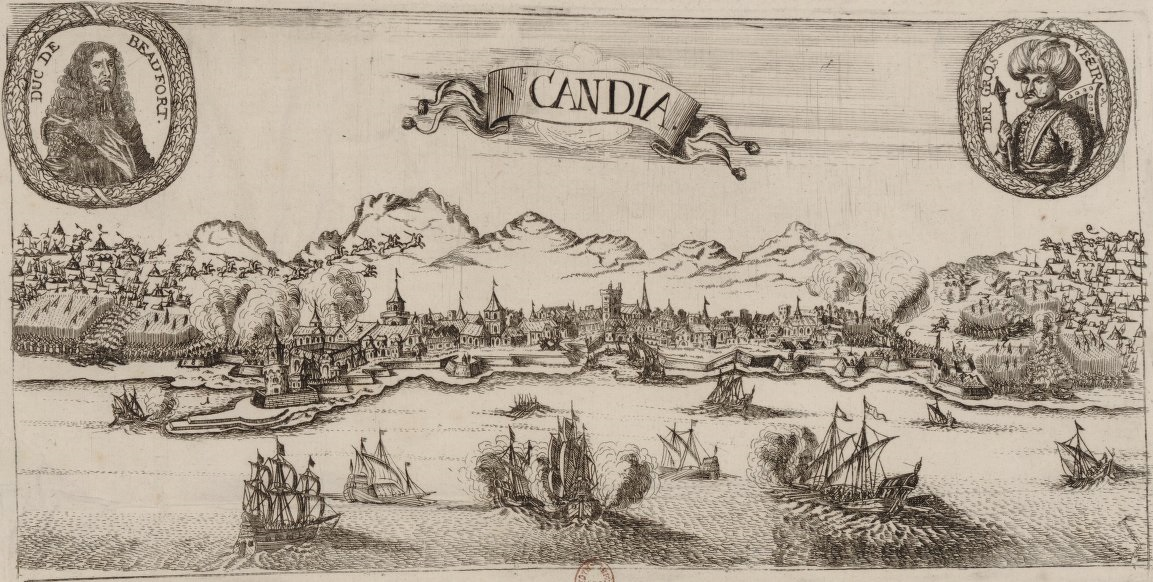
Vue du siège de Candie en 1669 au moment de l'intervention française avec l'escadre du duc de Beaufort.

Pour la France, l'expédition de Candie est un prélude à la guerre de Hollande qui commence en 1672. Elle est l'une des premières grandes opérations militaires de Louis XIV, qualifiée de « croisade » par les historiens Ozkan Bardakçi et François Pugnière. Il s'agit de défendre Venise, alors la principale alliée de la Papauté, face aux Turcs. Le but principal de l'expédition est, selon les historiens, d'obtenir une place plus importante et influente de la France, déjà bien placée au Vatican, au conclave de Rome.
Sollicité par les milieux catholiques, Louis XIV et son nouveau secrétaire d'État à la Marine Colbert envoient une expédition de grande ampleur de 6 000 hommes et 42 navires, en deux temps, sous la bannière du pape Clément IX, pour dissimuler son double jeu à ses alliés ottomans. Au nombre des régiments de l'expédition française figure le régiment de Vendôme, commandé par son lieutenant-colonel, François de Rose.
Le 16 juin, 6 000 Français avec 31 navires débarquent, commandés par le prince François de Vendôme, duc de Beaufort sur Le Monarque et son escadre composée des Courtisan, Thérèse, Toulon, Fleuron, Sirène, Ecureuil, Elbeuf, Concorde, Soleil d'Afrique, Bourbon, Provençal, St-Antoine, Princesse, Royale, Croissant, Lys, Dunkerquois, Vierge, Justice, Elbeuf, St-Antoine, Concorde, Phénix et Maréchal Phébus. La première sortie a lieu le 25 juin. Elle rencontre un succès initial, quand les Gardes Françaises et les régiments de Limousin et de Dampierre attaquent les travaux des Turcs qui sont emportés et bouleversés. Malheureusement pour les Français, le feu prend dans un dépôt de poudre et de munitions de la batterie dont viennent de s'emparer les Gardes. L’explosion tue ou mutile un grand nombre d'officiers et de soldats et sème le désordre et l'épouvante parmi les autres. Les Turcs profitent de ce terrible accident pour charger. Les Français sont repoussés par la contre-attaque ottomane et subissent un désastre, avec la perte de 800 hommes et la mort du duc de Beaufort.
Le second contingent arrive le 3 juillet. Une nouvelle sortie a lieu le 25 juillet, appuyée par un intense bombardement, mais est un nouvel échec. Le vaisseau français La Thérèse explose par accident, causant la mort du commandant, Charles d'Ectot Desene, et de la quasi-totalité de l'équipage (trois rescapés), et infligeant des dégâts aux vaisseaux à proximité.
Ces revers enveniment les relations entre les Vénitiens et les Français, dont les troupes sont décimées par les combats et les épidémies.
Le 21 août 1669, la flotte française et ses alliés lèvent donc définitivement l'ancre. L'expédition a coûté plusieurs dizaines de bateaux à la Marine française.

## Prise de la ville
Le départ des troupes françaises (16 au 20 août 1669) précipite la tenue de négociations entre Morosini et les Turcs en vue de la reddition de la ville. Les négociations débutent à la fin du mois d'août et durent une vingtaine de jours, jusqu'au 16 septembre 1669. Les hostilités cessent alors immédiatement, et les Vénitiens ont douze jours pour évacuer la ville. Le traité autorise la population chrétienne à quitter la ville avec tout ce qu'elle peut emmener. Ainsi, le 27 septembre, la ville est presque vidée de sa population. Une partie de la population s'est réfugiée sur l'îlot de Dia, à proximité de Candie, avant de s'embarquer vers d'autres îles de la mer Ionienne ou de l'Égée.
Le coût humain du siège est important. Les sources turques font état de 137 116 Turcs tués dont 25 000 janissaires et 15 pachas, mais désormais, la présence vénitienne en Crète se limite à trois ports : Gramvoussa, Souda et Spinalonga.